# Encyklopedia sztuki polskiej
Encyklopedia sztuki polskiej – popularna, jednotomowa, ilustrowana polska encyklopedia sztuki wydana w 2002 w Krakowie przez Wydawnictwo Ryszard Kluszczyński .

## Opis
Encyklopedia jest popularnonaukową encyklopedią, której celem jest popularyzacja wśród szerokiego grona czytelników wiedzy z dziedziny sztuki polskiej. Wydana została w 2002 w jednym tomie. Zawiera ponad 3000 haseł, 2000 kolorowych zdjęć oraz liczy 760 stron. Na jej początku umieszczono słowo wstępne wydawcy, krótki rys historyczny Sztuka polska – sztuka w Polsce oraz wykaz skrótów użytych w treści .
Encyklopedię zredagował komitet redakcyjny pod kierownictwem polskiego historyka oraz dyrektora zamku wawelskiego Jana Ostrowskiego .